# Теодор Санаксарски
Теодор Санаксарски (рођ. Иван Игњатијевич Ушаков; 1718, село Бурнаково, Рибински округ, Јарославска губернија - 19. фебруар [4. марта] 1791) - јеромонах, преподобни Руске православне цркве.

## Биографија
Рођен у близини села Бурнаково, између градова Романов (сада Тутајев) и Рибинска, Јарославска губернија, на породичном имању Игњатија Васиљевича (1670-1753) и Ирине Васиљевне († 1724) Ушакова, а на крштењу је добио име Иван.
Пострижен је у монаштво у Александро-Невском манастиру 13. августа 1748. године. Пострижење је у присуству царице Јелисавете Петровне извршио настојатељ манастира, архиепископ петроградски и шлиселбуршки Теодосије (Јанковски), који је новог монаха именовао као Теодор, по великом кнезу смоленском Теодору Ростиславичу.
Године 1757. прешао је у Саровску пустињу. 10. августа 1764. године постао је старешина манастира Санаксар.
Сахрањен је на северној страни храма који је сам подигао. На гробу светитеља налазила се камена плоча од шкриљца са натписом: „Овде је сахрањен 73-годишњи старац јеромонах Теодор, по имену Ушаков, обновитељ манастира Санаксар, који је пострижен у Александро-Невској лаври. његов монашки живот 45 година; са свим изгледима правог хришћанина и доброг монаха упокојио се 19. фебруара 1791. године“.
Канонизован је 10-11. јула 1999. године као локално поштовани светитељ Саранске епархије. Његове мошти се налазе у цркви Рођења Богородице у манастиру Санаксар.
Канонизован је за свецрквено поштовање од стране Архијерејског Сабора Руске Православне Цркве 2004. године. Спомен се празнује: 19. фебруар (4. март) – у непреступној години, 19. фебруар (3. март) – у преступној години – упокојење, 21. април (4. мај) – проналазак моштију, 23. мај (5. јун) - Сабор Ростовских светитеља.